# Medalla de Oro del Congreso de los Estados Unidos
La Medalla de Oro del Congreso es un premio otorgado por el Congreso de los Estados Unidos y es, junto con la Medalla Presidencial de la Libertad, el premio civil más alto de los Estados Unidos. Esta condecoración se concede a la persona que realiza una destacada obra o acto de servicio a la seguridad, la prosperidad y el interés nacional de los Estados Unidos. No es necesario ser ciudadano estadounidense para recibirla.
Tanto la Medalla de Oro como la Medalla Presidencial de la Libertad tienen, en general, el mismo nivel de prestigio, aunque se han concedido una cantidad significativamente menor de Medallas de Oro. La principal diferencia entre las dos está en que la Medalla de la Libertad es otorgada personalmente por el presidente de los Estados Unidos, poder ejecutivo, mientras la Medalla de Oro del Congreso es otorgada por el Congreso, poder legislativo.
Como norma, en la legislación del Congreso, se especifica que para otorgar una Medalla de Oro es necesario un apoyo de dos tercios de los miembros de la Cámara de Representantes y del Senado.

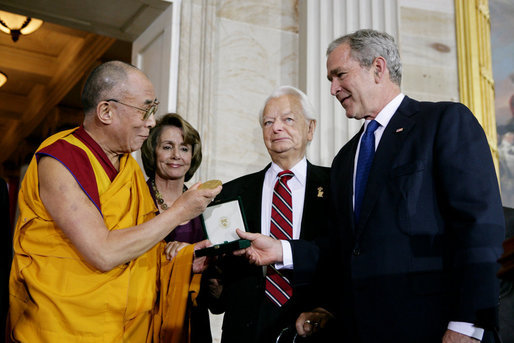
El dalái lama recibiendo su Medalla de Oro del Congreso.

La Casa de la Moneda de los Estados Unidos fabrica cada Medalla de Oro del Congreso de forma específica, conmemorando a la persona y al logro por el que se otorga. Por lo tanto, cada medalla es diferente en apariencia, y no hay ninguna norma de diseño para una Medalla de Oro del Congreso. Además, las Medallas de Oro del Congreso se consideran no lucibles, en el sentido de que no están destinadas a ser usadas en un uniforme u otras prendas de vestir, sino que se muestran como un trofeo. Es normal encontrar versiones de estas medallas en bronce, como souvenir.
Una Medalla de Oro del Congreso es una condecoración completamente diferente de la Medalla de Honor, que es un premio destinado a militares estadounidenses de extrema valentía en combate. Otra condecoración llamada de forma similar es la Medalla de Honor Espacial del Congreso —Congressional Space Medal of Honor—, presentada por la NASA, que se otorga por una realización extraordinaria en la misión de los Estados Unidos en la exploración del espacio.